# Ghulam Raziq
Ghulam Raziq (* 11. November 1932 in Nathot, Punjab; † 24. Juni 1989 in Rawalpindi) war ein pakistanischer Hürdenläufer und Sprinter.
Bei den Olympischen Spielen 1956 in Melbourne erreichte er über 110 m Hürden und in der 4-mal-100-Meter-Staffel das Halbfinale und schied über 100 m im Vorlauf aus.
1958 siegte er bei den Asienspielen in Tokio über 110 m Hürden. Bei den British Empire and Commonwealth Games in Cardiff gewann er Bronze über 120 Yards Hürden und schied über 100 Yards im Vorlauf aus.
Bei den Olympischen Spielen 1960 in Rom gelangte er über 110 m Hürden und mit der pakistanischen 4-mal-100-Meter-Stafette ins Halbfinale.
1962 holte er bei den Asienspielen in Jakarta Silber über 110 m Hürden und siegte bei den British Empire and Commonwealth Games in Perth über 120 Yards Hürden.
1964 kam er bei den Olympischen Spielen in Tokio über 110 m Hürden nicht über die erste Runde hinaus. 1966 gewann er bei den British Empire and Commonwealth Games in Kingston Bronze über 120 Yards Hürden und siegte bei den Asienspielen in Bangkok über 110 m Hürden.
1960 wurde er Englischer Meister über 120 Yards Hürden.

## Persönliche Bestzeiten
- 100 m: 10,5 m, 1958
- 110 m Hürden: 13,9 m, 1963, Rawalpindi